# Oratorio di Sant'Anna (Noli)
L'oratorio di Sant'Anna è un luogo di culto cattolico situato nel comune di Noli, in piazza Giuseppe Ronco, in provincia di Savona. La chiesa è ubicata nei pressi della Porta del Fossato, all'interno della cinta muraria nolese.

## Storia e descrizione

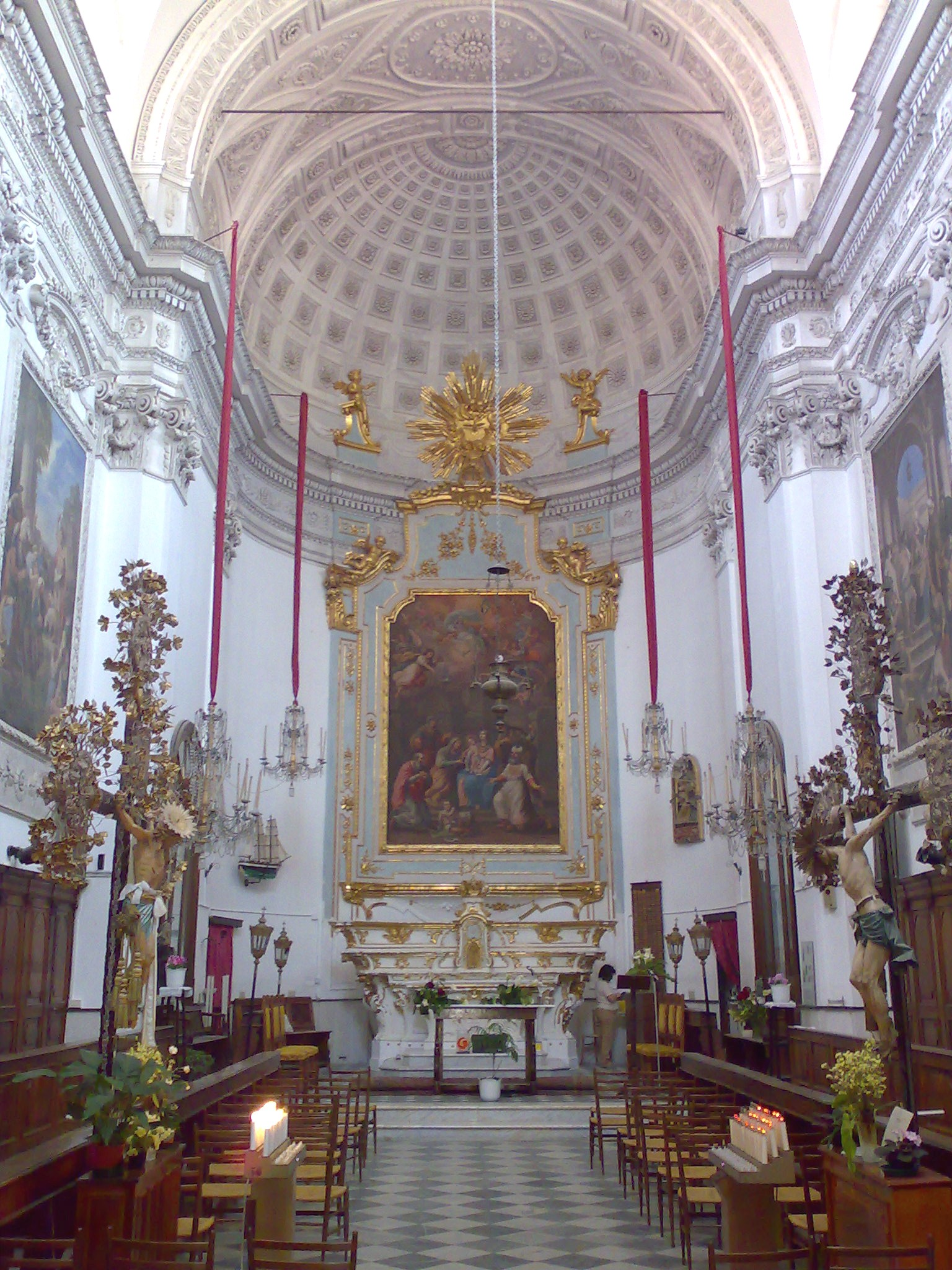
L'interno

L'oratorio venne eretto a partire dal 1759 (anche se la decisione di costruire un nuovo oratorio fu presa già nel 1750) in sostituzione del precedente di più piccole dimensioni che sorgeva vicino al Vescovado. A suo volta questo precedente oratorio, terminato nel 1569, era stato costruito in sostituzione di altro ancora più vetusto (ancora esistente nel 1585) e probabilmente risalente al Medioevo.
La struttura è a navata unica con volta a botte e presbiterio con abside. Privo di affreschi, è decorato con stucchi e presenta sulle pareti laterali tre grosse tele settecentesche per lato. Sulla parete di fondo, sopra l'altare maggiore, si erge la tela della Sacra Famiglia con i santi Gioacchino e Anna, opera dello spagnolo Vincenzo Suarez del maggio 1788.
Sono presenti due crocefissi processionali, un gruppo ligneo di Anna e Gioacchino e la Vergine bambina e un Cristo Risorto. Lungo le pareti laterali corrono i seggi per i confratelli e sopra di essi le 14 stazioni della Via Crucis alternate a modellini in legno di barche. La facciata esterna è incompiuta. L'oratorio è sede dell'omonima Confraternita.